# Croissanville
Croissanville is een plaats en voormalige gemeente in het Franse departement Calvados in de regio Normandië. De plaats maakt deel uit van het arrondissement Lisieux. Op 1 januari 2017 ging de gemeente op in de commune nouvelle Mézidon Vallée d'Auge.

## Geografie
De oppervlakte van Croissanville bedraagt 4,4 km², de bevolkingsdichtheid is 75,7 inwoners per km².
De onderstaande kaart toont de ligging van Croissanville met de belangrijkste infrastructuur en aangrenzende gemeenten.

## Demografie
Onderstaande figuur toont het verloop van het inwonertal (bron: INSEE-tellingen).
Vanwege een beveiligingsprobleem met de MediaWiki Graph-software is het momenteel niet mogelijk deze grafiek weer te geven. Zodra de software is bijgewerkt zal de grafiek vanzelf weer zichtbaar worden.
Lijst van Franse gemeenten · Arrondissement Lisieux · Calvados · Normandië